# 今村泰典
今村 泰典（いまむら やすのり、1953年10月19日 - ）は、日本の演奏家（リュート奏者、テオルボ奏者）、教育者。大阪府堺市出身。スイス在住。

## 経歴
大阪府立三国丘高等学校卒業。1975年より、オランダのハーグ王立音楽院にてリュートを佐藤豊彦に、通奏低音およびルネッサンス・バロック演奏解釈をトン・コープマンに師事。1976年より、スイスのバーゼル・スコラ・カントルムにて、リュートをオイゲン・ドンボワ、ホプキンソン・スミスの両氏に、リコーダーをマリアンヌ・リューティに師事、1981年にソリスト・ディプロマを取得。その後、通奏低音およびルネッサンス・バロック演奏解釈をヨハン・ゾンライトナーに、作曲をヴォルフガング・ナイニンガーに師事。

### 教職
- ストラスブール音楽院（フランス語版、英語版）（フランス）リュート科教授
- フランクフルト音楽・舞台芸術大学（ドイツ）リュート科講師
- ウルビーノ（イタリア）、サントゥ・ルッスルジュ（サルデーニャ、イタリア）、ワロニー、スパ（ベルギー）、モンテプルチャーノ（イタリア）などヨーロッパ各地で講習会の講師も務める。

### 録音
ソリスト、通奏低音奏者としてヨーロッパ各国および中近東、アジアの国々まで幅広く演奏活動を行う。ドイツ・グラモフォン、エラート、デッカ、ヴァージン・クラシックス、フィリップス、ドイツ・ハルモニア・ムンディ、カプリッチョ、ハルモニア・ムンディ・フランス、クラヴェス等のレーベルに150枚以上録音する。ソロのCDとしてはシモーネ・モリナーロのファンタジア全集、ヨハン・ゼバスティアン・バッハのリュート作品全集、ロベール・ド・ヴィゼーのテオルボ作品集、シルヴィウス・レオポルト・ヴァイスの作品集、カール5世の時代のビウエラ曲集などの録音がある。また1997年に結成した、アンサンブル「フォンス・ムジケ」としての録音にミシェル・ランベール、ジョヴァンニ・バッティスタ・ボノンチーニ、アゴスティーノ・ステッファーニ、アントニオ・カルダーラ、フランチェスコ・ガスパリーニ、バルバラ・ストロッツィなどがある。

### 共演歴
通奏低音奏者として、チェチーリア・バルトリ、テレサ・ベルガンサ、ジェラール・レーヌ、ジョイス・ディドナート、マルク・ミンコフスキ、ミハエル・シュナイダー、ジャン＝クロード・マルゴワール、モーリス・シュテーガー、マルタン・ジェステール、鈴木雅明、アラン・カーティス、ポール・グッドウィン、有田正広らと共演。

### 所属
- レ・ムジシャン・ドゥ・ルーヴル（M.ミンコフスキー指揮）
- ラ・スタジオーネ・フランクフルト（M.シュナイダー指揮）
- カメラータ・ケルン
- ル・パルルマン・ドゥ・ミュジーク・ストラスブール（マルタン・ジェステール指揮）
- イル・コンプレッソ・バロッコ（アラン・カーティス指揮）

他

## 受賞歴
- 「クラシカ賞」（クラシカ誌賞、フランス）、1998年
- 「シュテルネ・デス・モナーツ」（フォノ・フォルム賞、ドイツ）、2002年
- 「ディアパソン・ドール」（ディアパソン誌賞、フランス）、2006年
- 「ル･ジョーカー」　（クレッシェンド誌賞、ベルギー）、2008年
- 「文化功労賞」、2010年スイスのソロトルム州より受賞。